# مبنى إكويتابل
مبنى إيكويتابل (The Equitable Building) هو ناطحة سحاب مكتبية تقع في 120 شارع برودواي، بين شارعي باين وسيدار، في الحي المالي بجنوب مانهاتن في مدينة نيويورك. صُمّم المبنى على الطراز الكلاسيكي الجديد على يد المهندس إرنست ر. غراهام، وكان المهندس المسؤول عن التنفيذ بيرس أندرسون. يبلغ ارتفاع المبنى 555 قدمًا (169 مترًا)، ويتكوّن من 38 طابقًا بمساحة إجمالية تبلغ 1.2 مليون قدم مربع (110,000 متر مربع). يتكون المبنى من ثلاثة أقسام أفقية تشبه عناصر العمود الكلاسيكي: القاعدة، والساق، والتاج.
حل مبنى الإيكويتابل محل مبنى "إيكويتابل لايف" القديم، الذي كان المقر السابق لشركة التأمين Equitable Life، والذي دُمّر في حريق عام 1912. بدأت أعمال بناء المبنى الجديد في عام 1913، واكتملت في عام 1915. وعند افتتاحه، كان أكبر مبنى مكتبي في العالم من حيث المساحة. استضاف المبنى العديد من المستأجرين، وبحلول عشرينيات القرن العشرين، أصبح المبنى الأكثر قيمة في مدينة نيويورك. وكانت شركة Equitable Life Insurance – التي حمل المبنى اسمها – تشغل جزءًا صغيرًا منه حتى غادرت في عام 1960. أما مالك المبنى الحالي (اعتبارًا من عام 2022)، فهي شركة Silverstein Properties التي اشترته في عام 1980 وقامت بتجديده عدة مرات.
أثار المبنى جدلاً عند اكتماله بسبب عدم احتوائه على تدرجات أو تراجعات (setbacks) في تصميمه، مما حال دون وصول ضوء الشمس إلى الأرض المحيطة به. وقد ساهم ذلك في إصدار أول قانون حديث لتنظيم البناء والارتفاعات الرأسية في مانهاتن، وهو قانون تقسيم المناطق لعام 1916.
تم تصنيف مبنى الإيكويتابل كمعلم تاريخي وطني في عام 1978، كما اعتبرته لجنة الحفاظ على معالم مدينة نيويورك معلمًا رسميًا في عام 1996. ويُعد المبنى أيضًا جزءًا مساهمًا في "منطقة وول ستريت التاريخية"، وهي منطقة مدرجة في السجل الوطني الأمريكي للأماكن التاريخية منذ عام 2007.